# Oliver Ellsworth
Oliver Ellsworth (Windsor, 1745. április 29. – Windsor, 1807. november 26.) az Amerikai Egyesült Államok szenátora (Connecticut, 1789–1796).